# 秋庭俊
秋庭 俊（あきば しゅん、1956年（昭和31年） - ）は、日本の作家。東京都出身。横浜国立大学経営学部卒業。
1980年全国朝日放送（現・テレビ朝日）に入社。報道局に所属し、メキシコ支局長、ハノイ支局長など国際報道に携わる。『ステーションEYE』チーフディレクター、『27時間チャレンジテレビ』総合演出などを歴任。
1996年、同社を退社。ルポライター、童話作家（小学館『おひさま』に連載）、『週刊アスキー』連載などを経て、ミステリー『ディレクターズカット』（講談社）からデビュー。以後、ノンフィクションへ。東京の地下にこだわった活動を続けている。

## 作品の一覧
- ディレクターズカット 講談社
- 帝都東京・隠された地下網の秘密 洋泉社
- 帝都東京・隠された地下網の秘密(2) 洋泉社
- 写真と地図で読む! 帝都東京・地下の謎 洋泉社
- 帝都東京・地下の謎86 洋泉社
- 帝都東京・隠された地下網の秘密 新潮文庫
- 新説・東京地下要塞 講談社
- 写真と地図で読む!帝都東京・地下の秘密―東京駅周辺の地下の謎に迫る! 洋泉社
- 大東京の地下99の謎 - 帝都の地底に隠された驚愕の事実 二見書房
- 大東京の地下鉄道99の謎 二見書房
- 大東京の地下400年99の謎　二見書房
- 森鴎外の「帝都地図」 隠された地下網の秘密 洋泉社